# Gazalina
Gazalina is een geslacht van vlinders van de familie tandvlinders (Notodontidae), uit de onderfamilie Thaumetopoeinae.

## Soorten
- G. apsara Moore, 1859
- G. intermixta Swinhoe, 1900
- G. transversa Moore, 1879